# Chapelle palatine d'Aix-la-Chapelle
Ne doit pas être confondu avec Chapelle palatine de Palerme.
 (20 avril 2012).
La forme ressemble trop à un extrait de cours et nécessite une réécriture afin de correspondre aux standards de Wikipédia.
 (avril 2012).
Si vous disposez d'ouvrages ou d'articles de référence ou si vous connaissez des sites web de qualité traitant du thème abordé ici, merci de compléter l'article en donnant les références utiles à sa vérifiabilité et en les liant à la section « Notes et références ».
La chapelle  palatine d’Aix-la-Chapelle était la chapelle privée de Charlemagne située à Aix-la-Chapelle, une ville d'Allemagne dans le Land de Rhénanie-du-Nord-Westphalie. Commencée vers 792, consacrée en 804 et achevée en 805, elle fait partie du palais d'Aix-la-Chapelle. Elle contient les restes de Charlemagne et a été le site de couronnements pendant environ 600 ans. Elle a été intégrée dans l'actuelle cathédrale d'Aix-la-Chapelle.
La construction de cet édifice s'est appuyée sur des modèles antérieurs. Cette chapelle était la synthèse accomplie entre l'Antiquité et les dernières innovations techniques et stylistiques de l'époque. Pour ces raisons, elle constitue une référence qui a donné lieu à de nombreuses reprises. Au XXIe siècle, la chapelle est conservée presque intacte, malgré des adjonctions plus tardives et d'importantes réfections du XIXe siècle. En tant que partie de la cathédrale d'Aix-la-Chapelle, elle apparaît sur la liste du patrimoine mondial de l'UNESCO.
Elle a été nommée à partir du mot latin capa, en référence à la relique de la cape de Martin de Tours qui se trouvait dans l'édifice.
Il n'y a pas de documents d'époque concernant ce monument, mis à part une lettre d'Alcuin, conseiller de l'empereur Charlemagne, qui mentionne les colonnes du niveau supérieur dressées en 798.

## Contexte historique

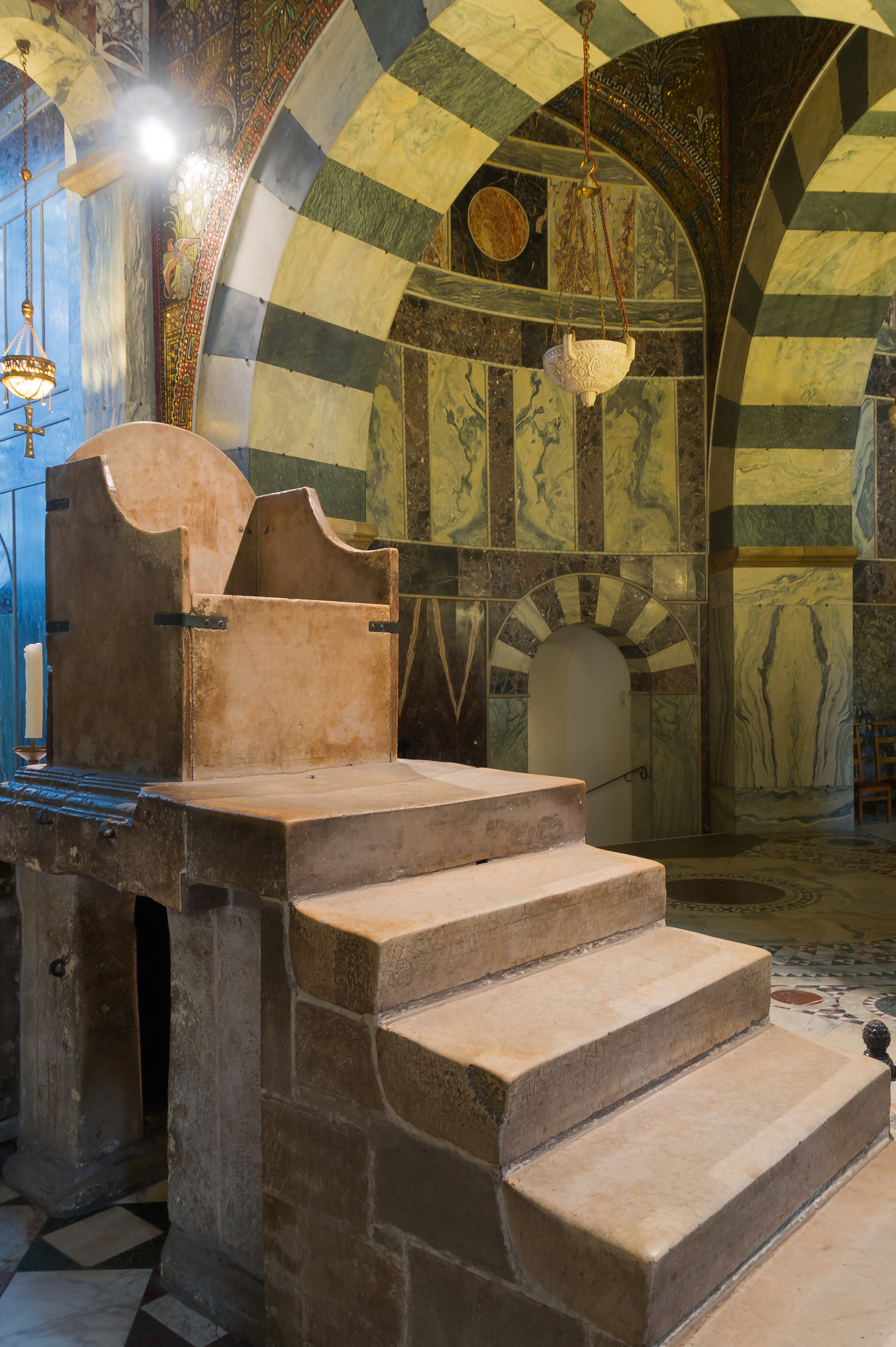
Trône de Charlemagne dans la chapelle palatine.

Un vaste mouvement touchant les domaines religieux, artistique et littéraire a commencé à l'époque de Charlemagne. C'est la volonté de faire renaître une civilisation brillante comme celle des Romains, de créer une « seconde Rome au nord des Alpes ».
Contrairement aux habitudes des souverains mérovingiens, Charlemagne choisit selon le modèle antique d'établir une capitale fixe (centralisation administrative, présence de sa cour et de son trésor). Après un premier essai à Ingelheim près de Mayence, le choix définitif se porte sur Aix en raison du goût de l'empereur pour les sources chaudes. En outre, son père, Pépin le Bref y possédait déjà un château.

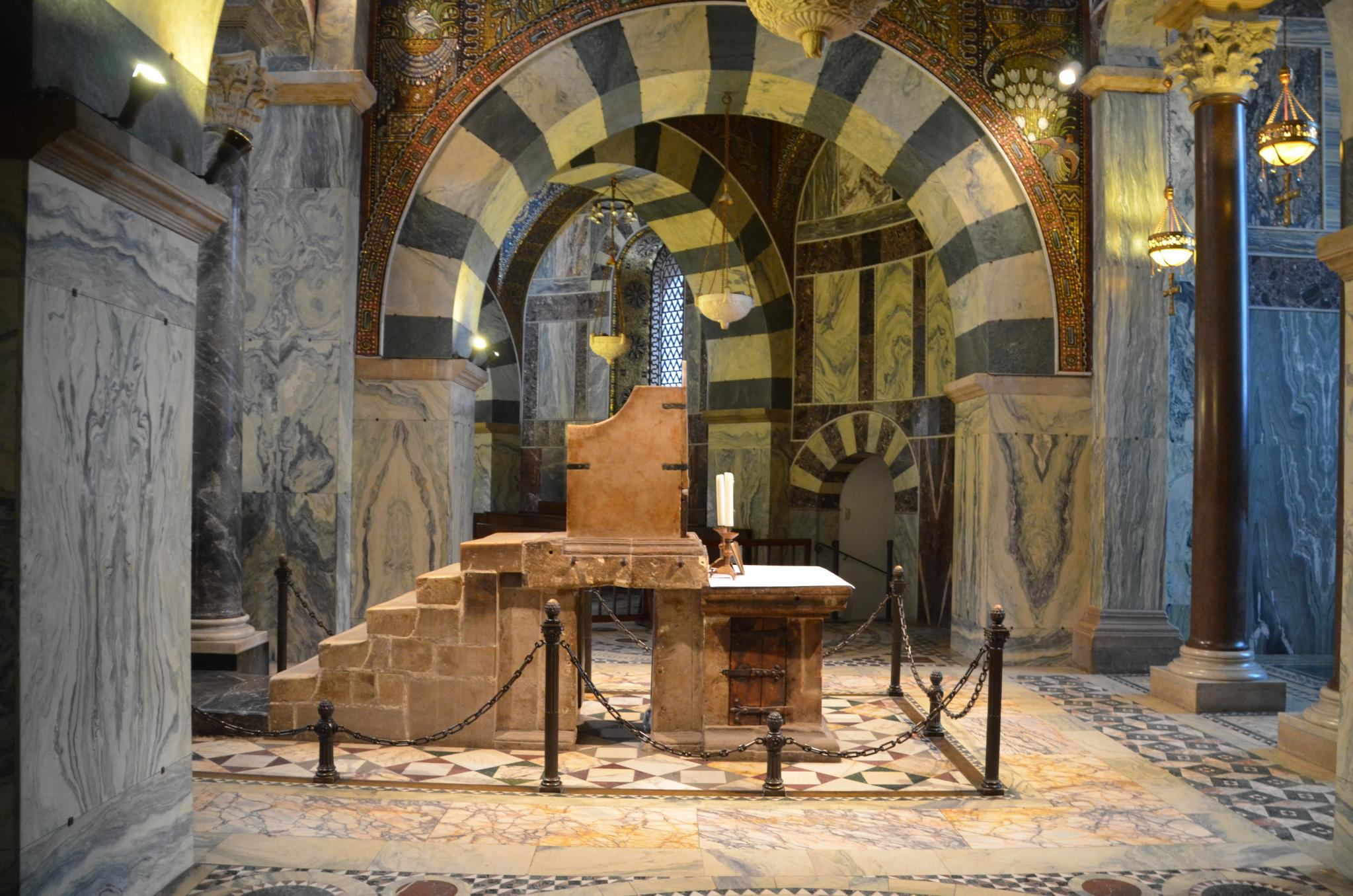
Vue sur le trône dans son environnement à l'étage.

Charlemagne a fait commencer la construction de la chapelle palatine vers 792, en même temps que celle des autres bâtiments du palais. Il s'agit d'un regroupement de différents bâtiments nécessaires à l'exercice du pouvoir et à la vie d'une cour :
- une aula pour la réception,
- des bâtiments d'habitation,
- une chapelle pour les offices religieux, ce qui légitime son pouvoir spirituel et servira à abriter son tombeau.

La construction de l'ensemble a duré environ douze ans. Il s'agit d'une période de construction relativement courte par rapport à l'ampleur du chantier. Le palais en lui-même a été occupé dès l'an 800. Tandis que la chapelle qui a été dédiée à la Vierge Marie a été consacrée par le pape Léon III en 804.

## Description

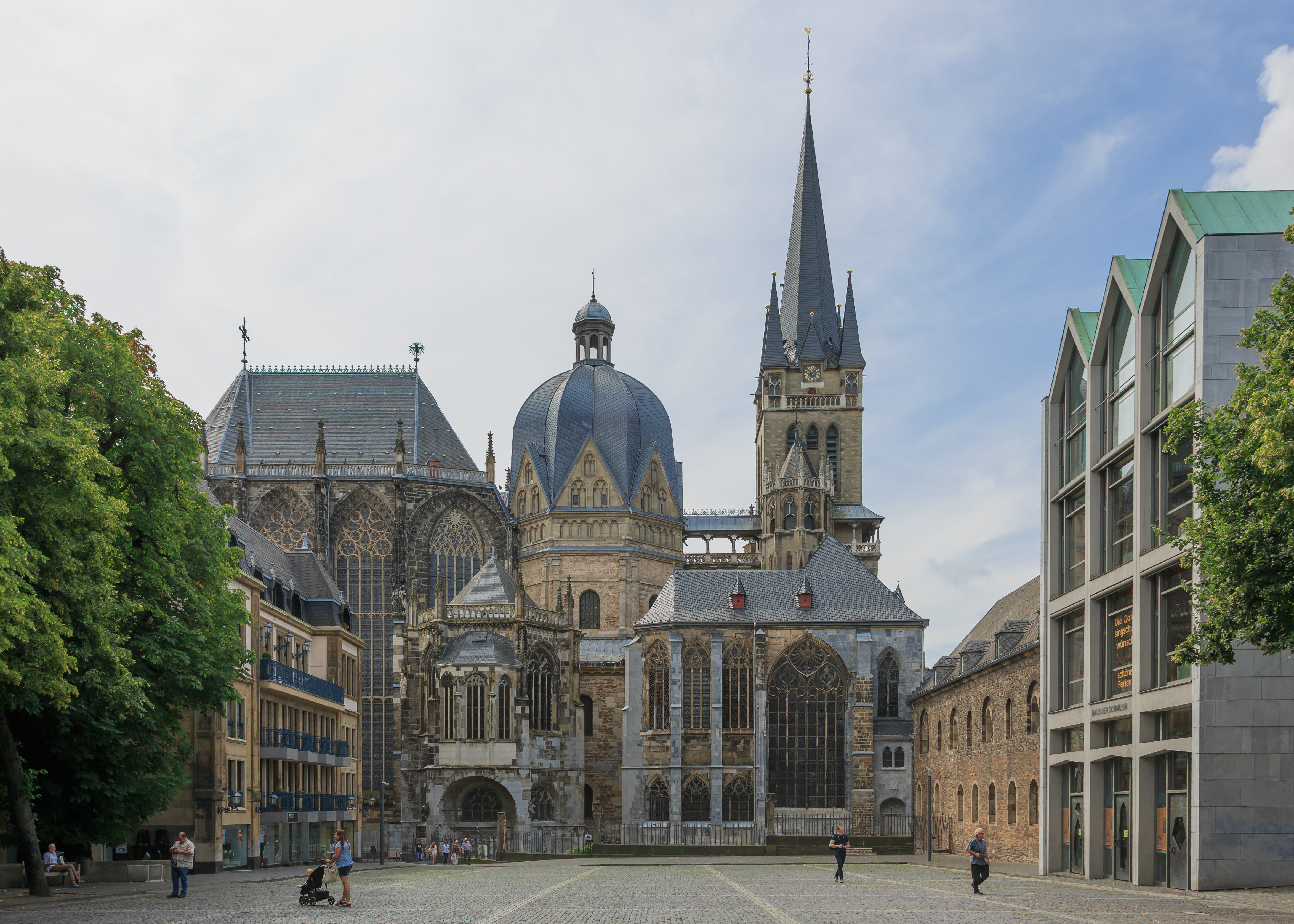
Vue extérieure actuelle : à gauche le chœur de style gothique flamboyant, au centre la chapelle palatine, à droite le campanile partiellement carolingien (la base).

### Situation
L'ensemble palatial est très étendu. La chapelle est disposée au sud, symétriquement à l'aula regia. Un atrium rectangulaire précède le massif occidental (Westwerk avec une niche occidentale de 20 mètres de hauteur, encadrée de deux tourelles d'escalier, fermé à l'origine par une porte en bronze à deux vantaux) qui donne sur la chapelle de plan centré. Deux petites basiliques jouxtent la chapelle au nord comme au sud (ajoutées après la mort de Charlemagne, peut-être pour le concile d'Aix en 817).

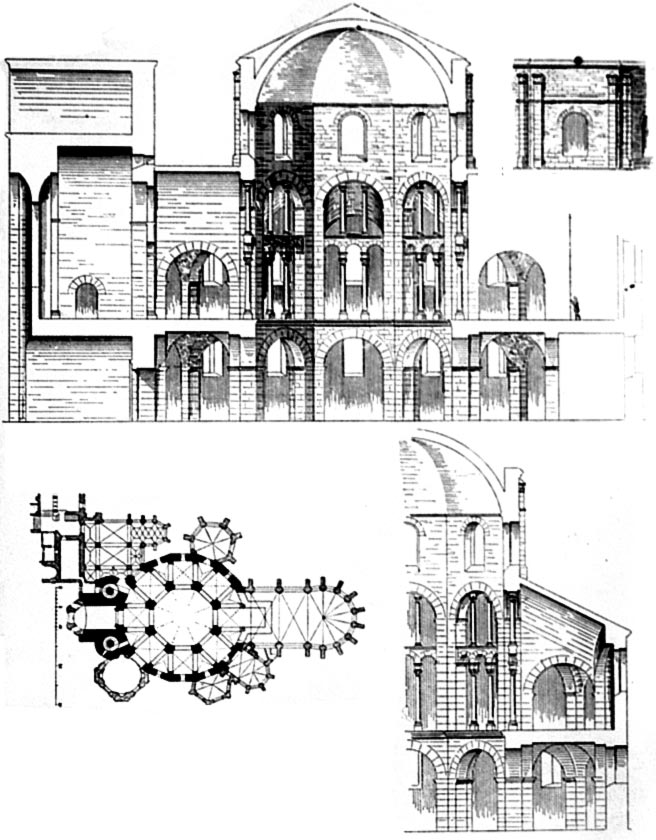
Esquisses de différentes parties de la chapelle palatine d'Aix-la-Chapelle, ainsi qu'un plan du plancher.

### Plan
Le plan est très élaboré (chapelle de « disposition originale » d'après le chroniqueur Eginhard), puisqu'il consiste en un octogone central de 16,54 mètres de diamètre et en un déambulatoire hexadécagonal (polygone à seize pans). Dans le déambulatoire, il y a huit travées hexagonales (voûtées en arêtes, pas de doubleaux). On passe du plan octogonal central au plan hexadécagonal périphérique par l'adjonction de voûtains (des quartiers de voûtes) triangulaires. À l'est était construite une abside rectangulaire, qui a disparu.

### Extérieur
Extérieurement, on perçoit bien le découpage de l'église en trois parties : le Westwerk, la chapelle palatine et le chœur gothique.

### Élévation intérieure
L'élévation intérieure se caractérise par trois niveaux
1. Un niveau de grandes arcades
2. Un niveau de tribune
3. Un niveau de fenêtres hautes

Les grandes arcades, qui reposent sur de puissants piliers, soutiennent les arcs monumentaux de la tribune, dédoublés en un double étage de colonnettes disposées en deux paires l'une au-dessus de l'autre et des triplets d'arcatures.

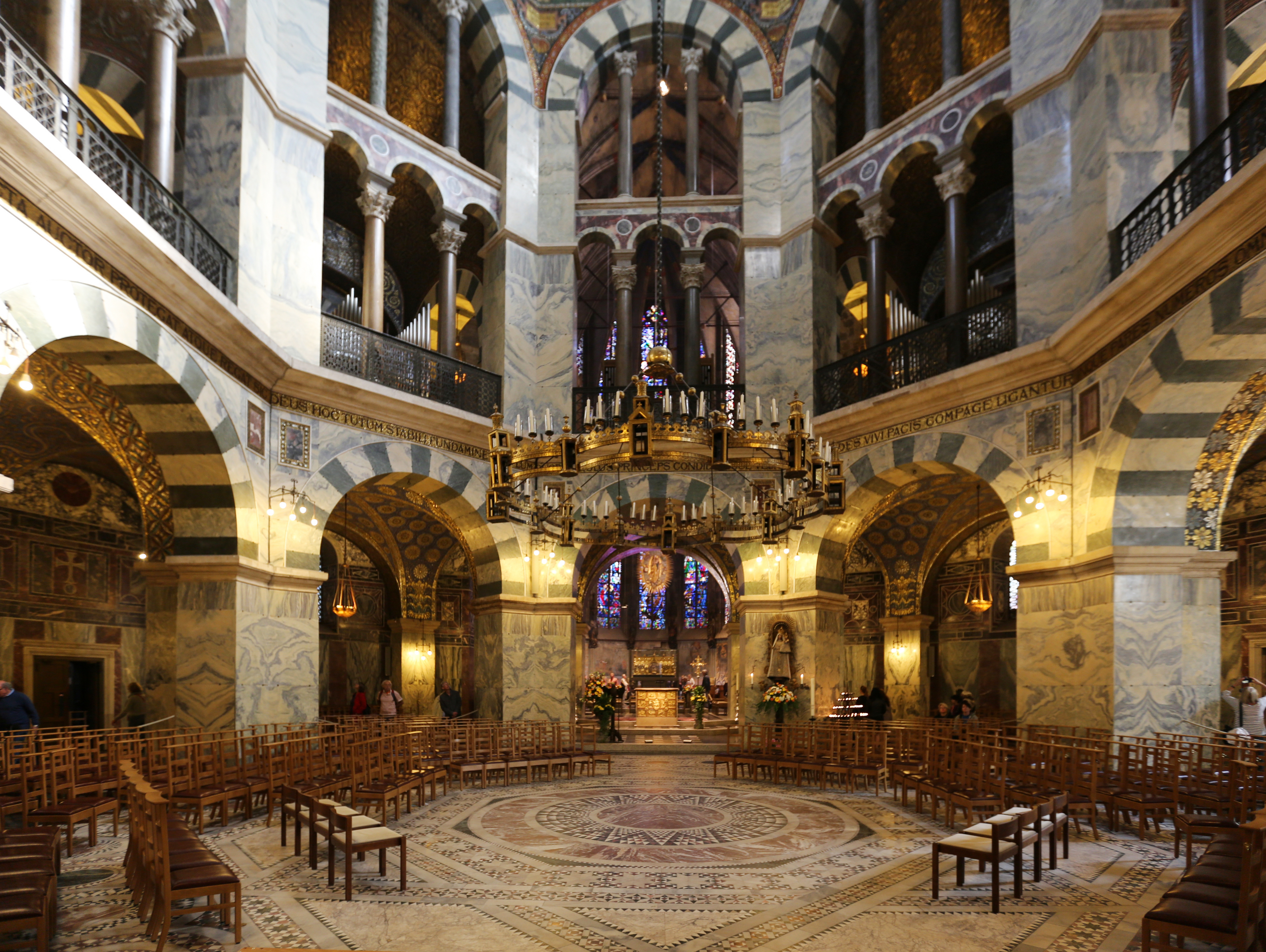
Niveau inférieur de la Chapelle palatine.
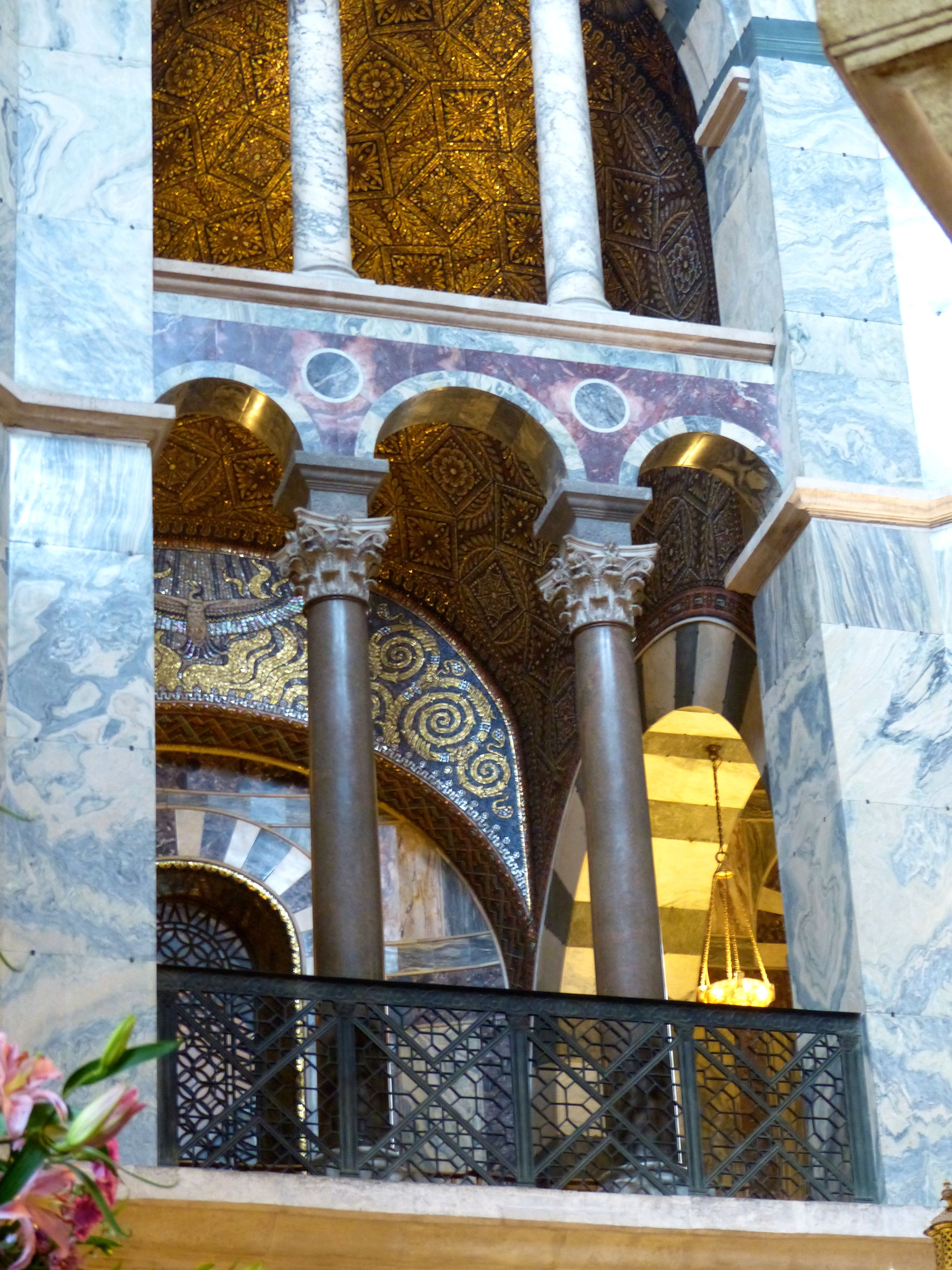
Vue sur les colonnes de l'étage.
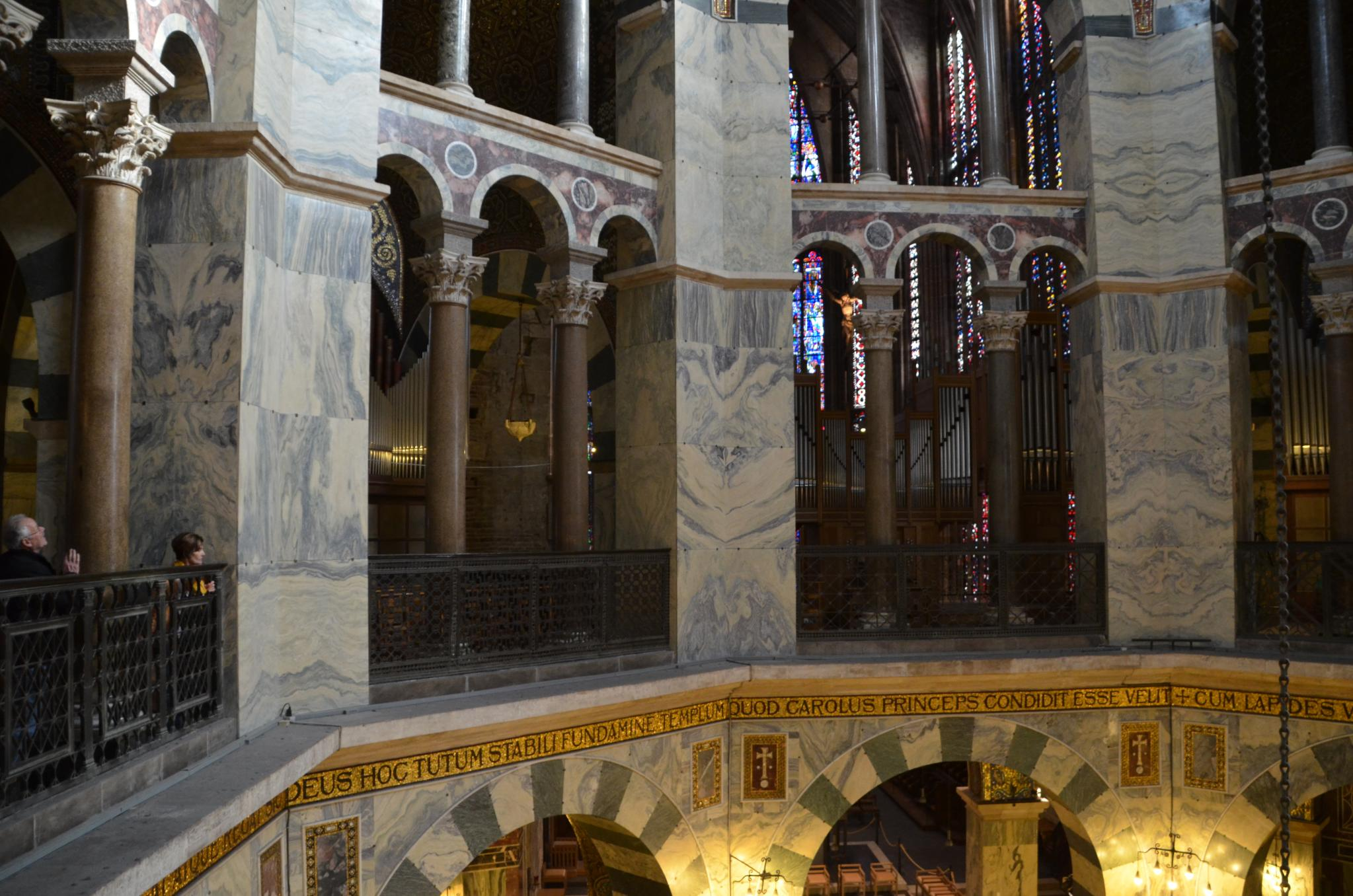
Vue depuis l'étage. Les visiteurs donnent l'échelle.

Le niveau inférieur des baies de la tribune est clôturé par un parapet (grilles au décor géométrique). La tribune est voûtée en berceaux transversaux (demi-cylindres parallèles les uns aux autres).
L'emploi du même type d'arcs (en plein cintre) et de claveaux bichromes alternés permet une correspondance visuelle entre le niveau des grandes arcades et le niveau de la tribune.
La verticalité de l'édifice est accentuée par les colonnettes regroupées et les lignes droites.
Le niveau supérieur est celui du tambour de la coupole, avec des fenêtres hautes, sobres, sans ébrasements, pourvues d'une allège.
La coupole, à huit pans, culmine à plus de 33 mètres de hauteur. Elle est constituée d'une voûte d'arêtes, sans trompes ni pendentifs, étant donné qu'il n'y a pas à passer d'un plan carré à un plan octogonal, les murs sur lesquels s'appuie la coupole formant déjà un octogone. Le sommet de la coupole est un simple point de jonction des voûtains.

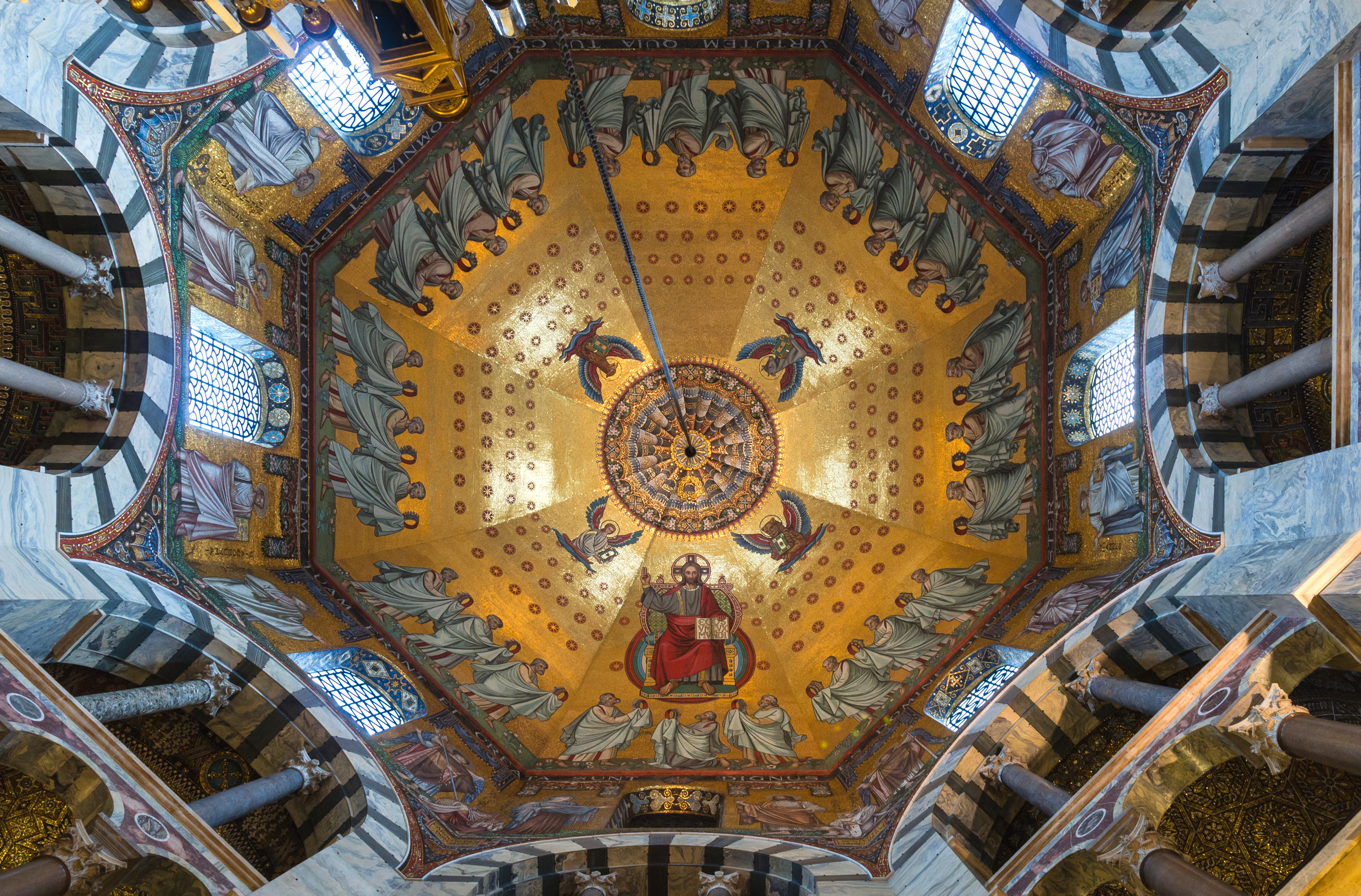
La coupole
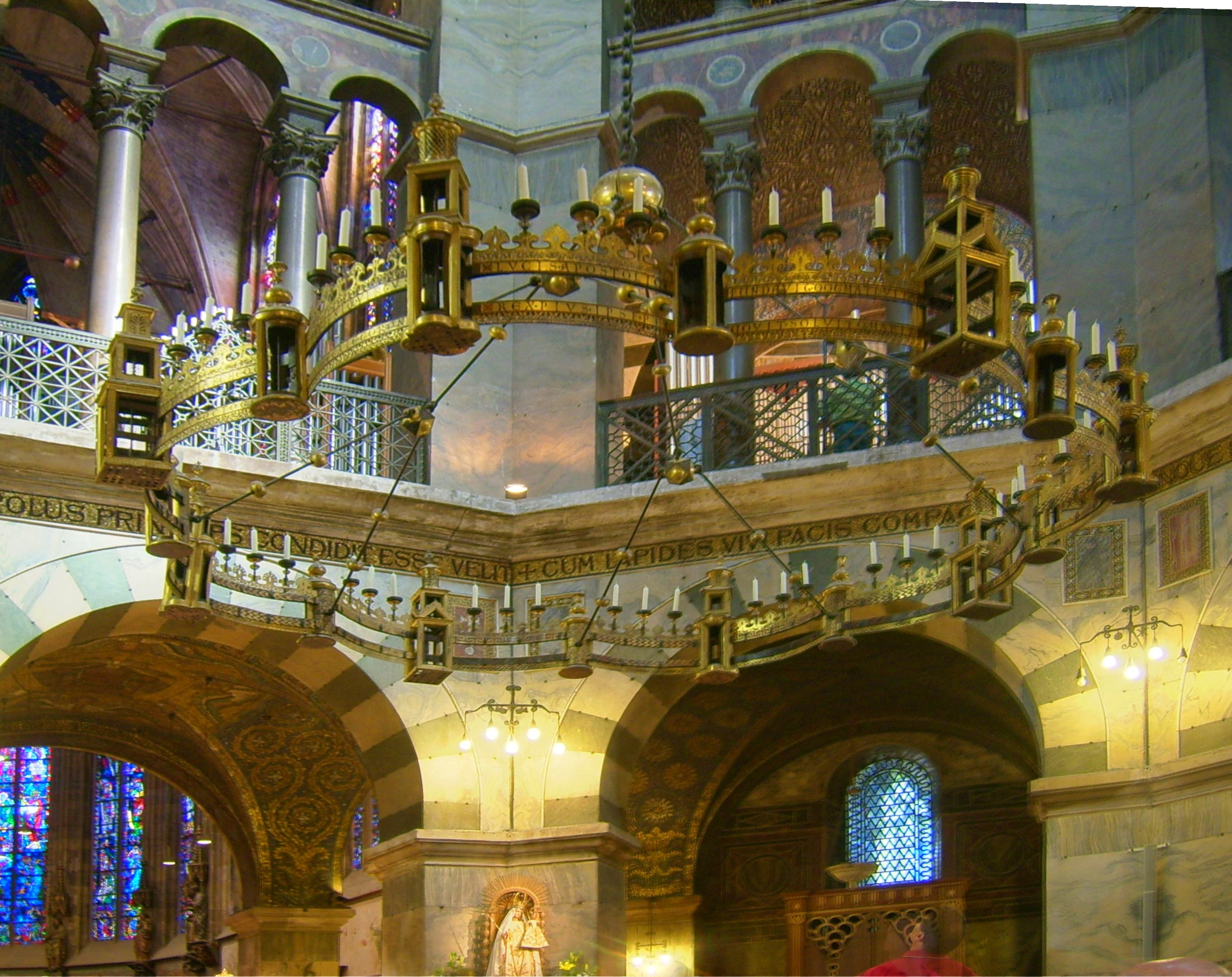
Chandelier de Barberousse

La mosaïque ornant la coupole a disparu au XVIIIe siècle, mais elle est connue par une gravure et quelques descriptions. Ainsi, y était représenté un Christ en majesté (« trônant dans le ciel »), ainsi que les vingt-quatre vieillards de l'Apocalypse. La mosaïque actuelle, de style néo-byzantin, est l'œuvre de l'architecte belge Jean-Baptiste Bethune, exécutée entre 1879 et 1881 par les ateliers de Antonio Salviati à Venise.

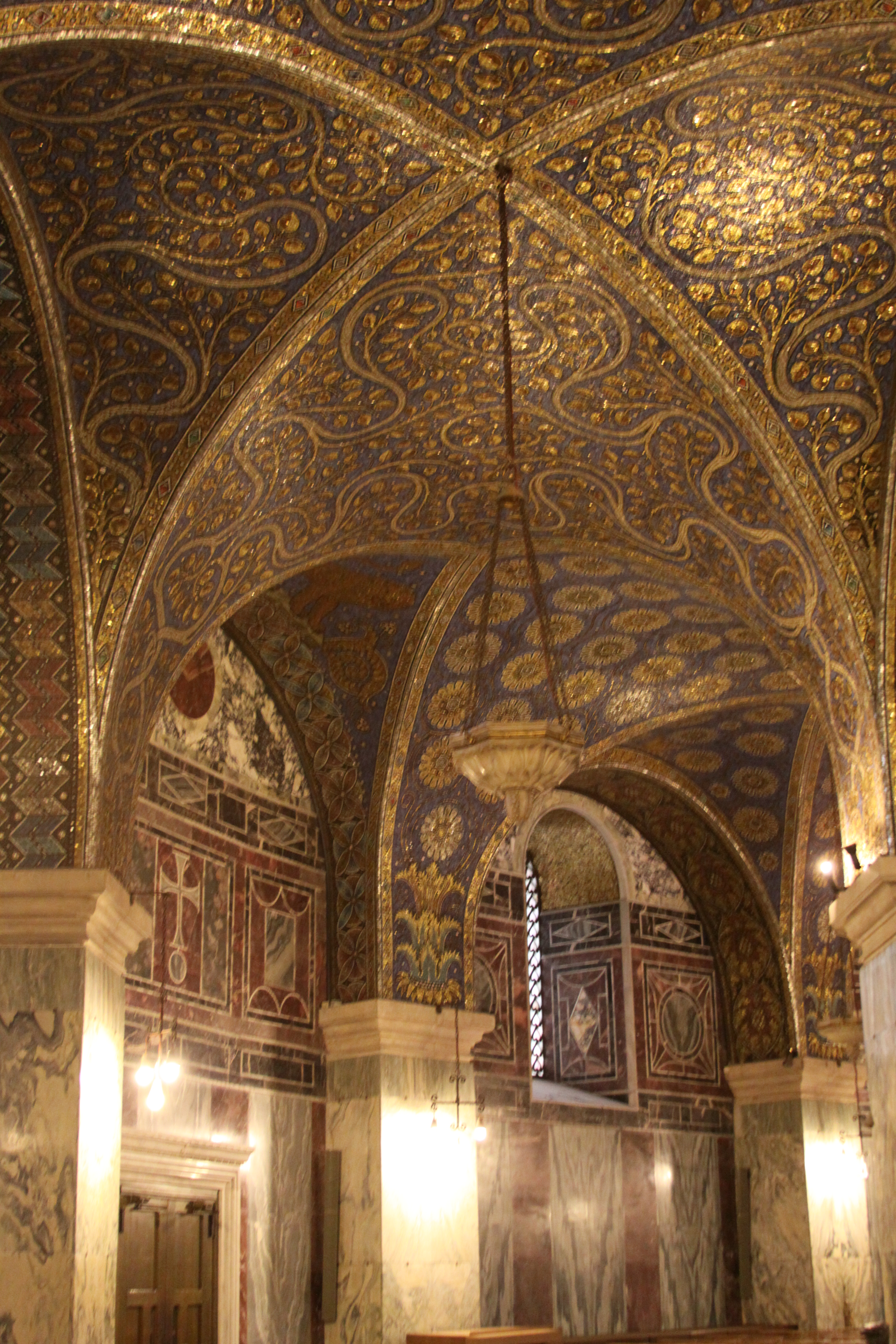
Toutes les voûtes sont couvertes de mosaïques.
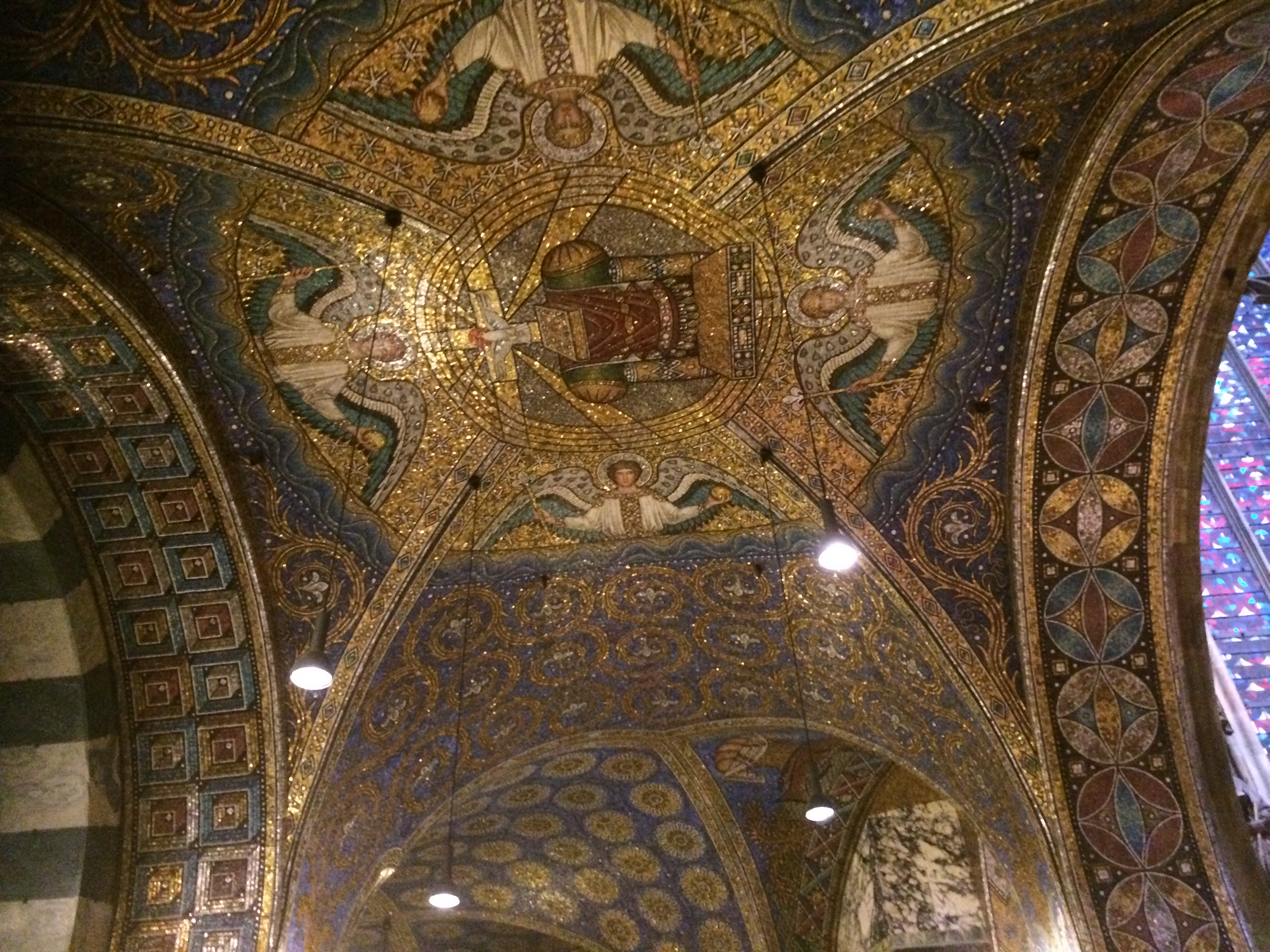
Mosaïque au niveau inférieur.
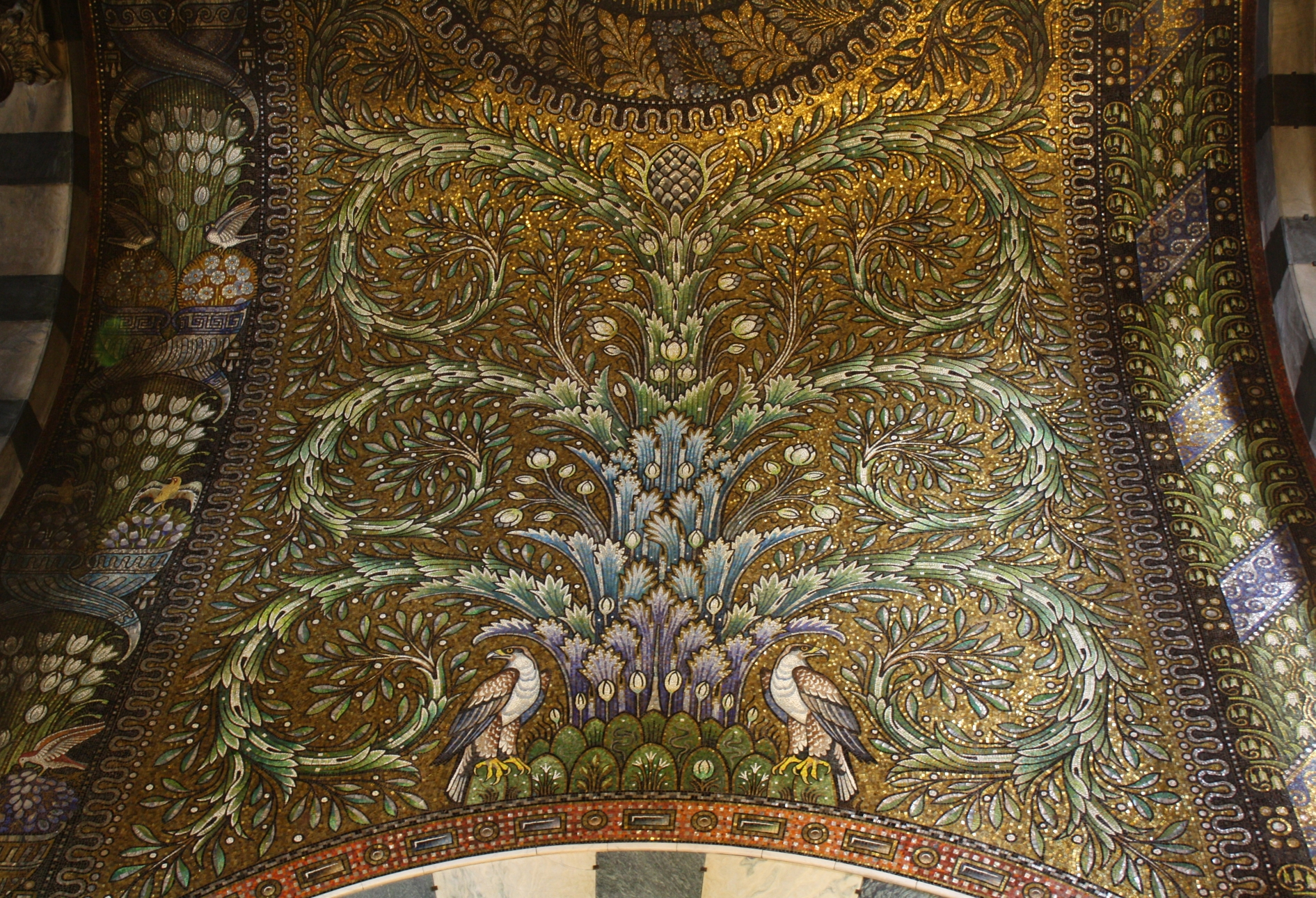
Une mosaïque.

## Analyse

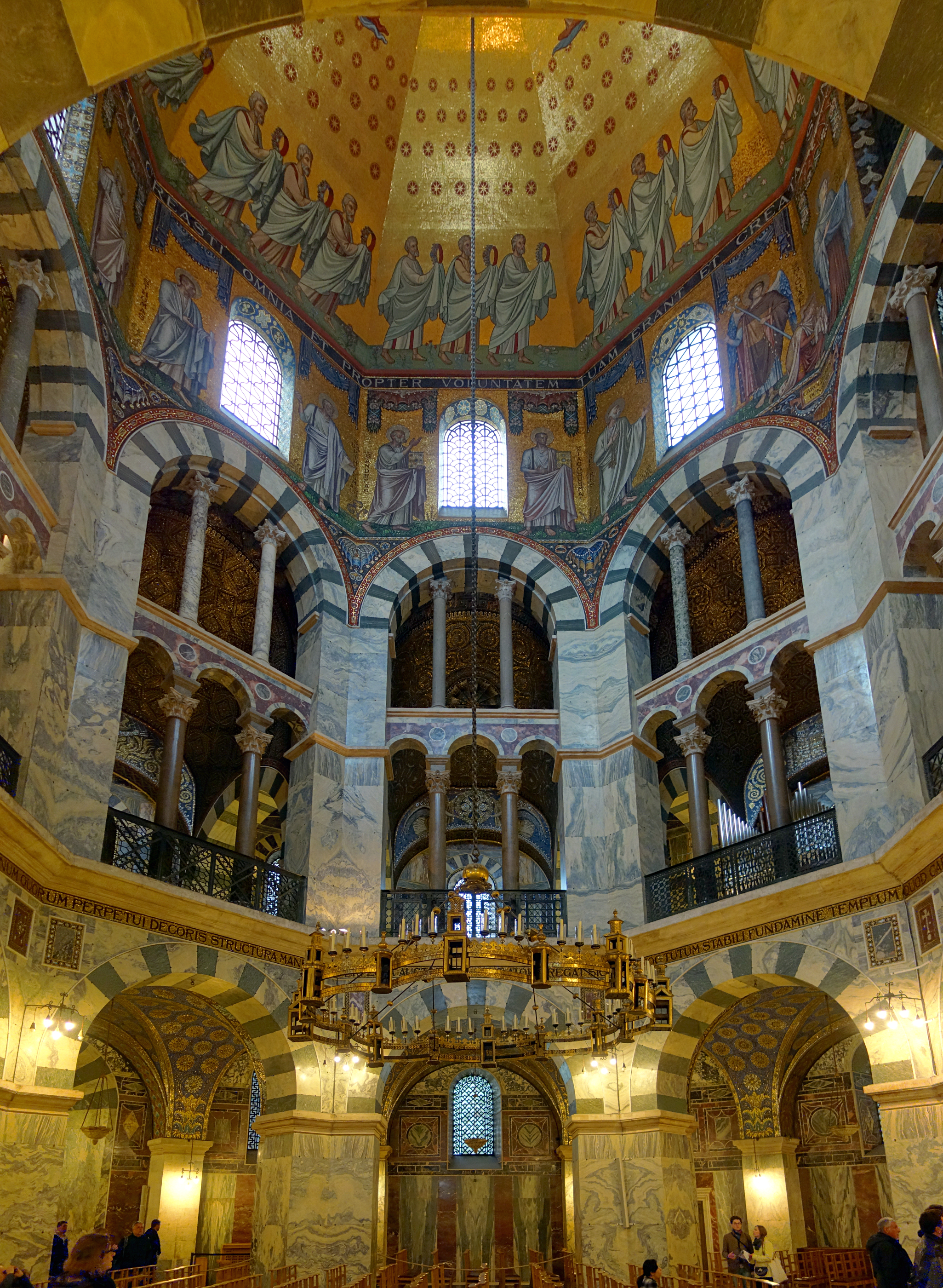
Vue intérieure de la chapelle palatine d'Aix-la-Chapelle.

### Caractéristiques de la construction
Exemple type de l'architecture carolingienne, la chapelle a été érigée par Eudes de Metz. La règle de base est l'emploi du petit appareil, associé au moyen appareil de pierre de taille (pour les piliers, les arcs, les piédroits, les chaînes d'angle et les assises de séparation des différents niveaux). Cela démontre une réflexion technique sans équivalent pour l'époque. Cette technicité est visible par exemple au travers de la solidité de la construction.

### Éléments de décors
On compte un nombre important de remplois antiques, plus particulièrement italiens (en provenance de Ravenne et de Rome). Les colonnes de porphyre et en marbres divers ne sont qu'un élément de décor : elles n'ont aucune fonction porteuse. Cela a permis de les mettre en œuvre en délit (taillées dans le sens de leur lit de carrière, ce qui les fragilise verticalement). Les chapiteaux corinthiens de marbre blanc proviennent peut-être du Palatin. En date de 2010, il en reste huit en place, les autres ayant été déposés au musée lapidaire d'Aix.
Le remploi est une pratique courante au Haut Moyen Âge. Toutefois, les emprunts ne sont pas pour autant généralisés. Les grilles et les portes en bronze ont été réalisées localement par les ateliers de l'empereur.

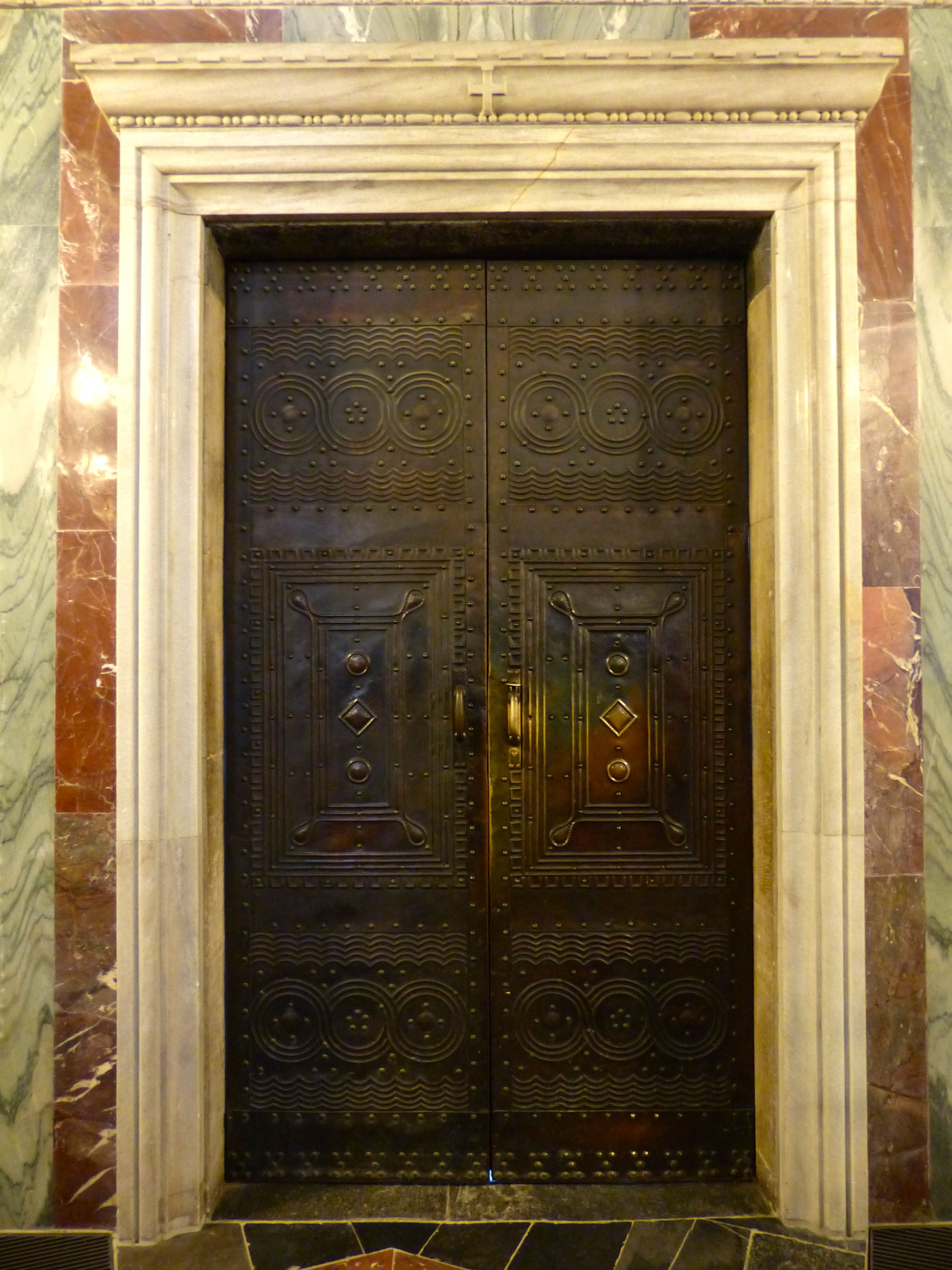
Une porte en bronze massif carolingienne.
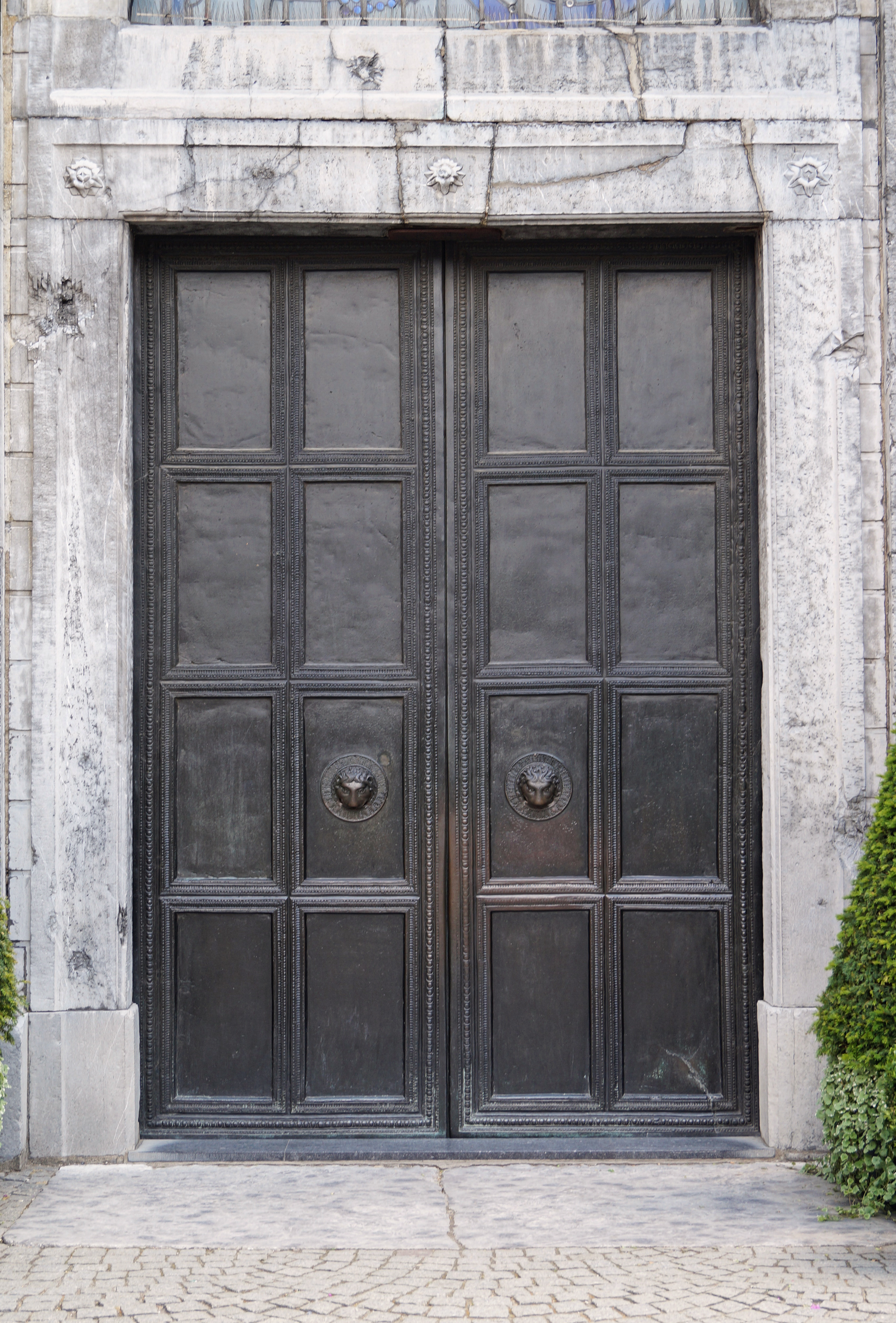
Une autre porte en bronze, datant aussi de Charlemagne.
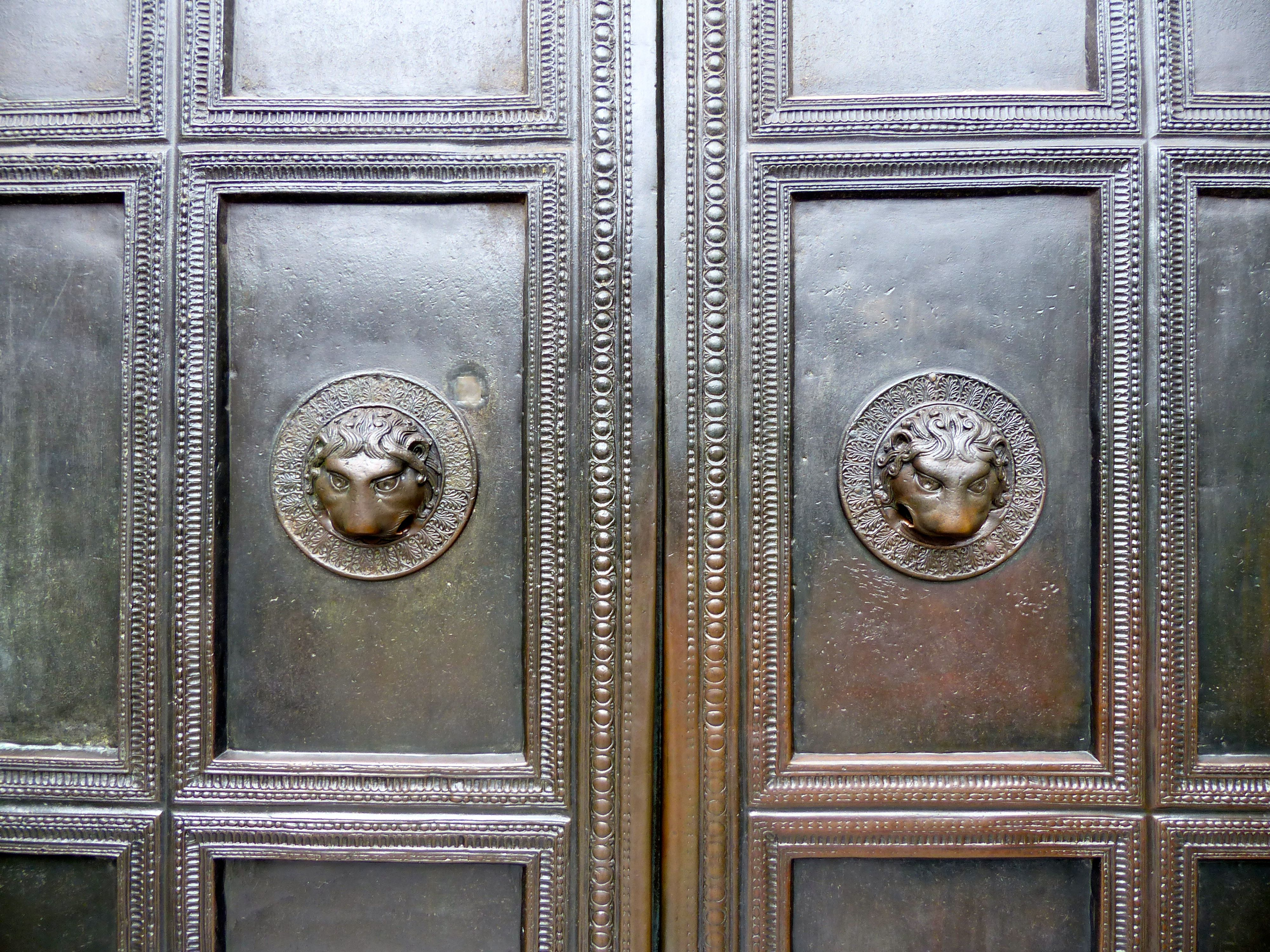
Détail de la porte de bronze
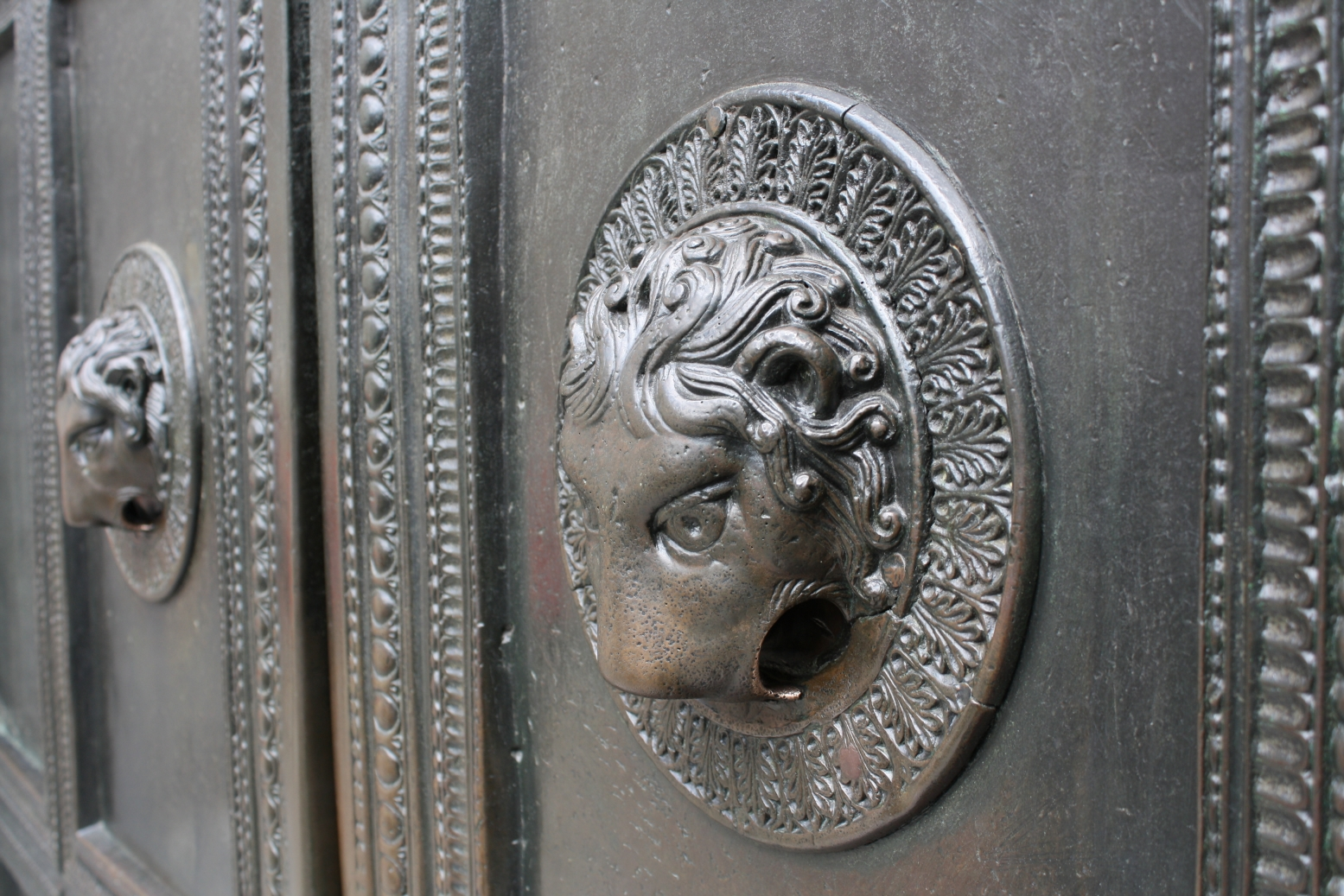
Détail de la porte de bronze
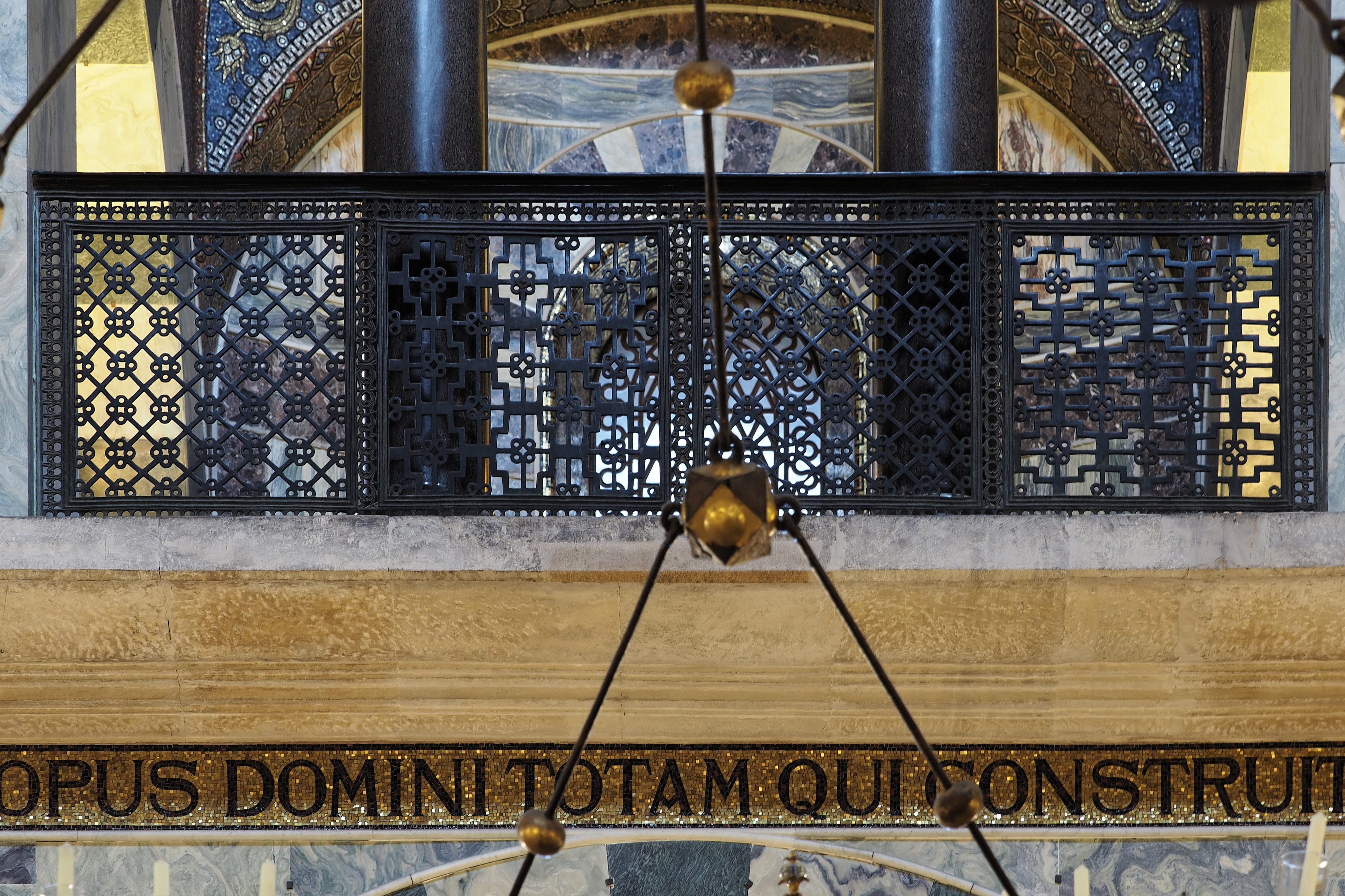
Les barrières en bronze de l'étage datent de Charlemagne.
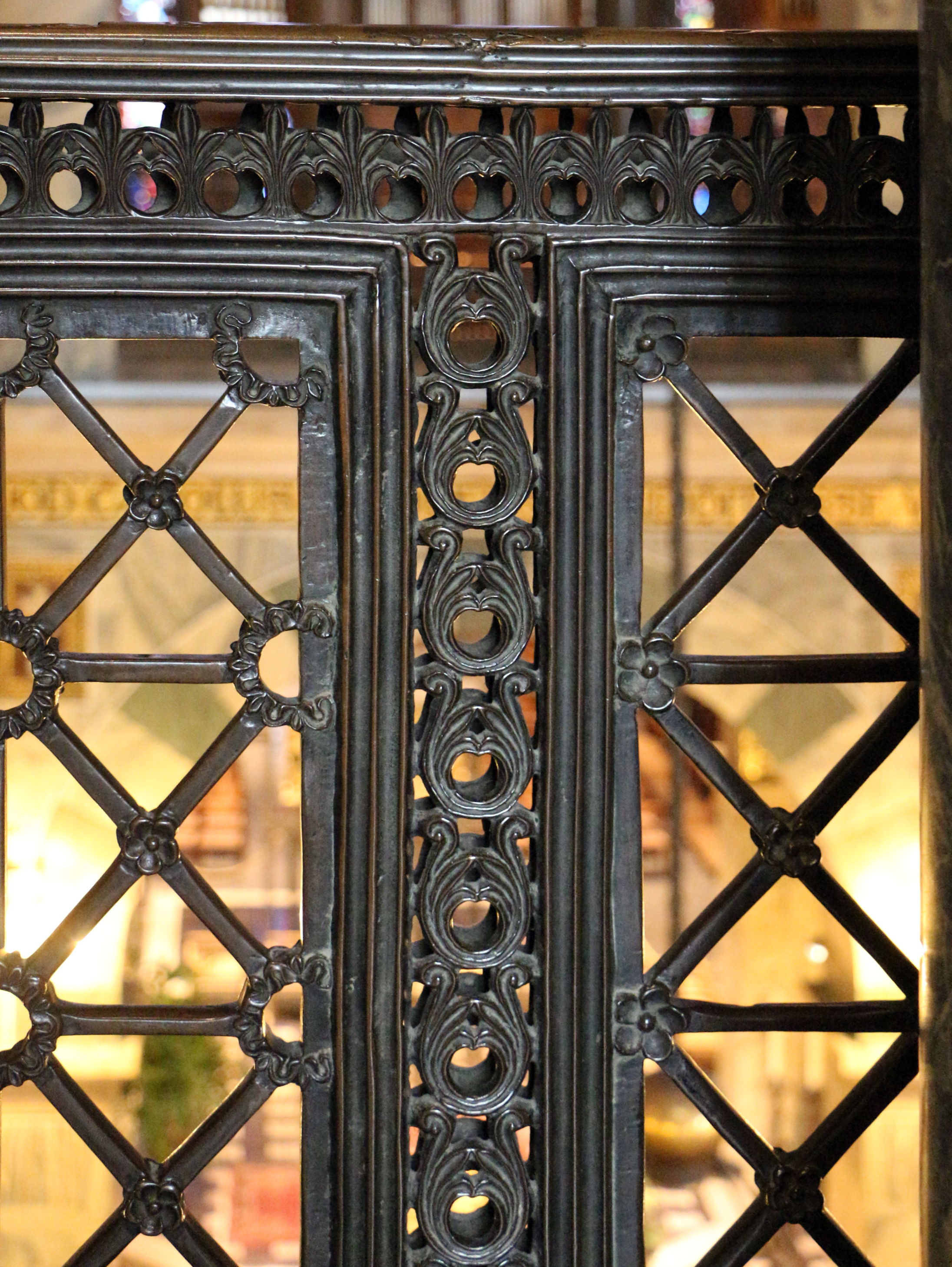
Détail d'une barrière en bronze.

### Synthèse antique / carolingien
L'exemple du Westwerk carolingien contraste fortement avec la décoration antiquisante montrant que l'on concilie tradition et innovation. La structure de la chapelle palatine rappelle fortement la basilique Saint-Vital de Ravenne, consacrée en 547, elle-même inspirée de l'architecture justinienne de Constantinople. Cela peut être une référence plausible, même si la chapelle palatine n'en est pas une réplique (surtout les triplets et les berceaux transversaux).
La mosaïque du Christ en majesté est inspirée techniquement des mosaïques romaines. On a pu évoquer à ce propos celles de Saint-Jean de Latran à Rome, mais il s'agit d'un thème en expansion à ce moment dans l'art carolingien. Il y a donc une dépendance partielle à des modèles prestigieux de l'Antiquité tardive. C'est une source première d'inspiration, mais elle est adaptée aux exigences culturelles et politiques.

### Importance de la symbolique
Le programme de la chapelle palatine a pour volonté précise de magnifier le rôle de l'empereur.
L'empereur trône à l'ouest de la tribune, face au Christ de l'Apocalypse figuré dans la coupole et face à l'autel du Saint-Sauveur, situé à son niveau. Il domine l'autel principal dédié à la Vierge Marie, placé dans le déambulatoire (à l'emplacement de l'autel de l'église précédente). Il domine surtout l'autel Saint-Pierre disposé à l'est, dans l'abside quadrangulaire.
L'organisation de l'espace vise à donner une place médiane : désigné par Dieu pour gouverner, il est supérieur au pape, successeur de saint Pierre (il domine l'autel). Son niveau (la tribune) est donc particulièrement magnifié (dédoublement du décor). Dans l'octogone central, un texte d'Alcuin précisait que la chapelle était conçue comme la Jérusalem céleste.

## Postérité
Cette chapelle réplique en partie des modèles de l'Antiquité, romaine comme tardive. Cela propage une certaine image de l'Empire.
L'aristocratie civile et ecclésiastique a reproduit dans une moindre mesure cette chapelle. De manière générale, son influence se fait sentir dans les édifices de plan centré, mais bien après la chute de l'Empire, à l'époque ottonienne, lorsque l'architecture de l'époque de Charlemagne sert de référence principale pour des abbatiales ou des collégiales. Au temps de Charlemagne, ce plan octogonal et hexadécagonal reste isolé, car il est réservé à l'oratoire de l'empereur.
Plusieurs constructions de cette époque, construites par la suite, se comparent en partie à la chapelle palatine :
- L'Ottmarsheim, exemple le plus frappant entre 1040 et 1060, est une version simplifiée, car le déambulatoire est lui aussi octogonal. On y retrouve un porche similaire, le même système de voûtement, le niveau de la tribune avec un dédoublement et des fenêtres percées dans le tambour de la coupole.

- On peut retrouver une évocation de l'octogone central de cette chapelle dans l'abside de l'église abbatiale de la Trinité d'Essen, érigée pour la princesse Théophanu, petite-fille d'Otton II ;

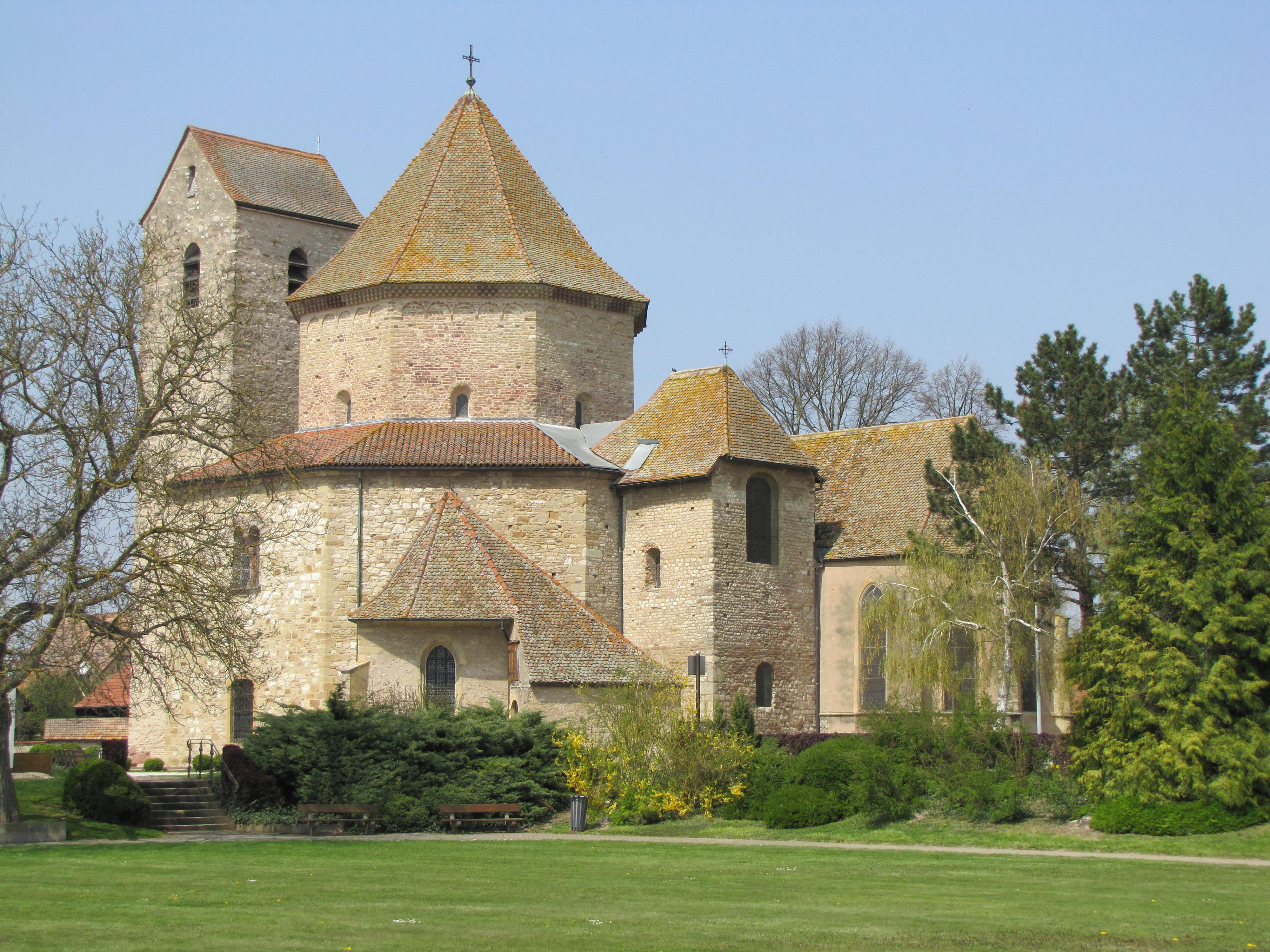
Abbatiale d'Ottmarsheim
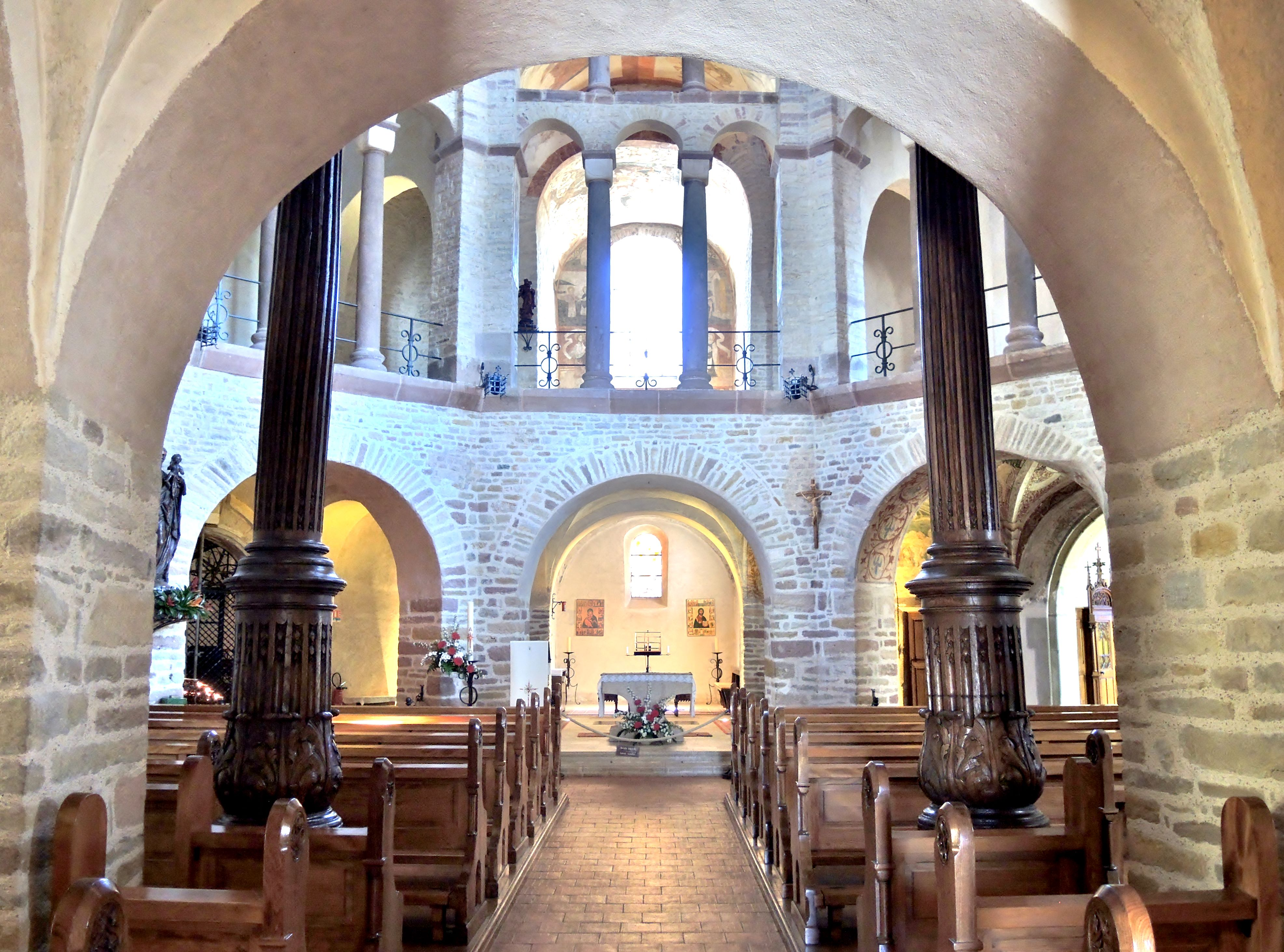
Abbatiale d'Ottmarsheim
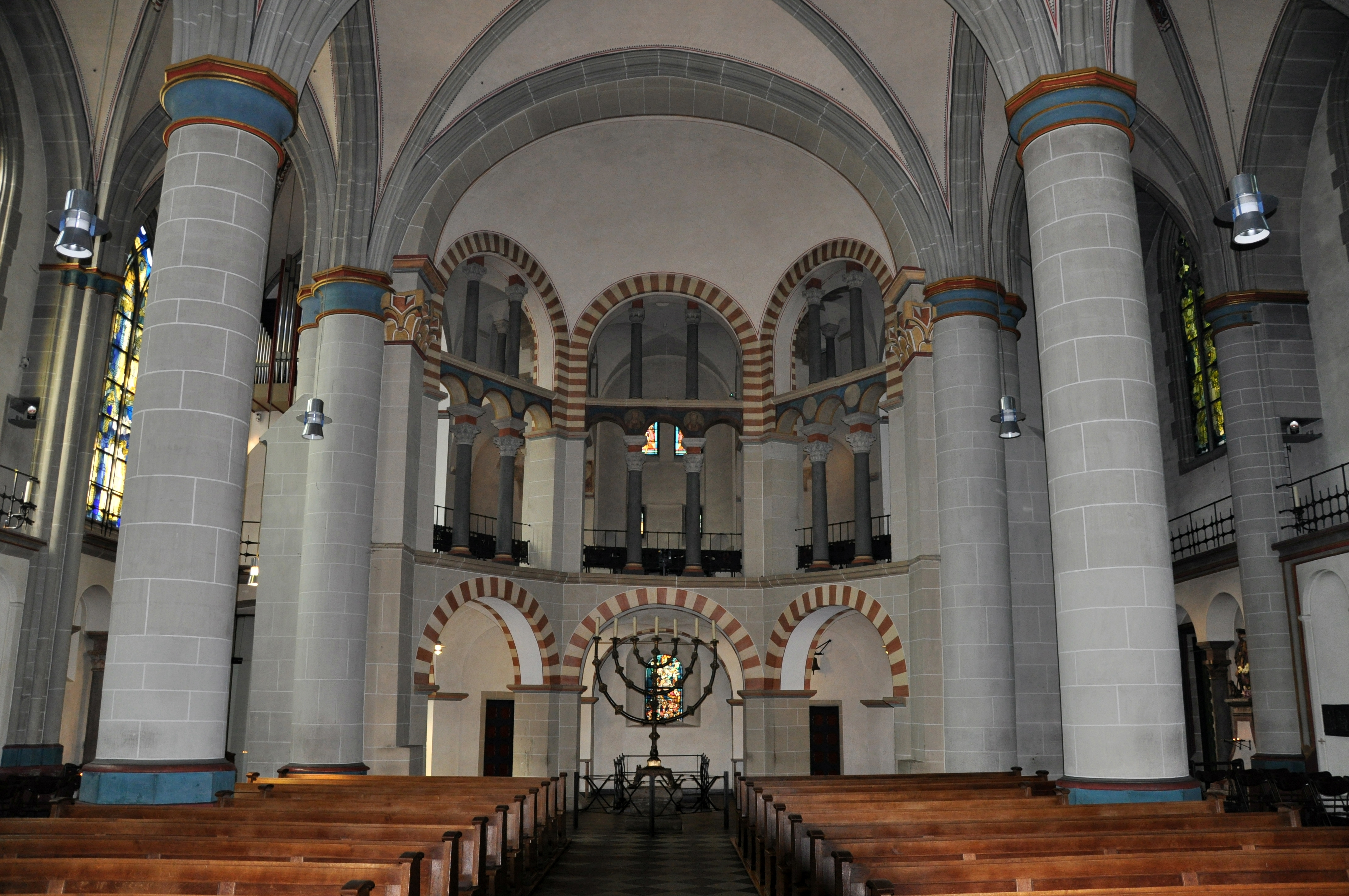
Chœur de la cathédrale d’Essen

- À Nimègue aux Pays-Bas, l'évocation est plus nette dans la chapelle Saint-Nicolas du Valkhof (nl), vers 1050 : on retrouve l'octogone central ainsi qu'un pourtour à seize pans ;

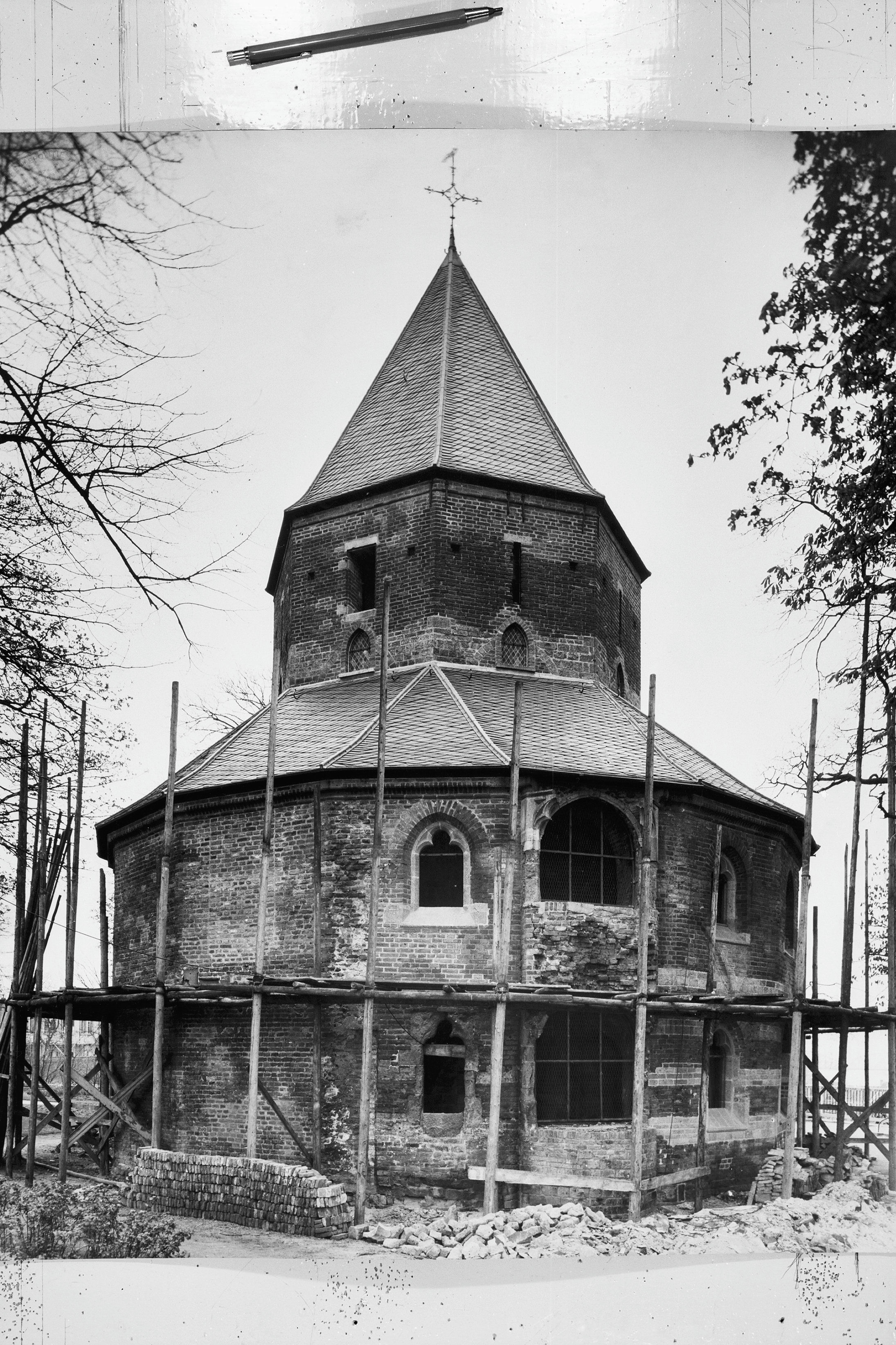
La chapelle Saint-Nicolas, pendant sa restauration, en 1957.
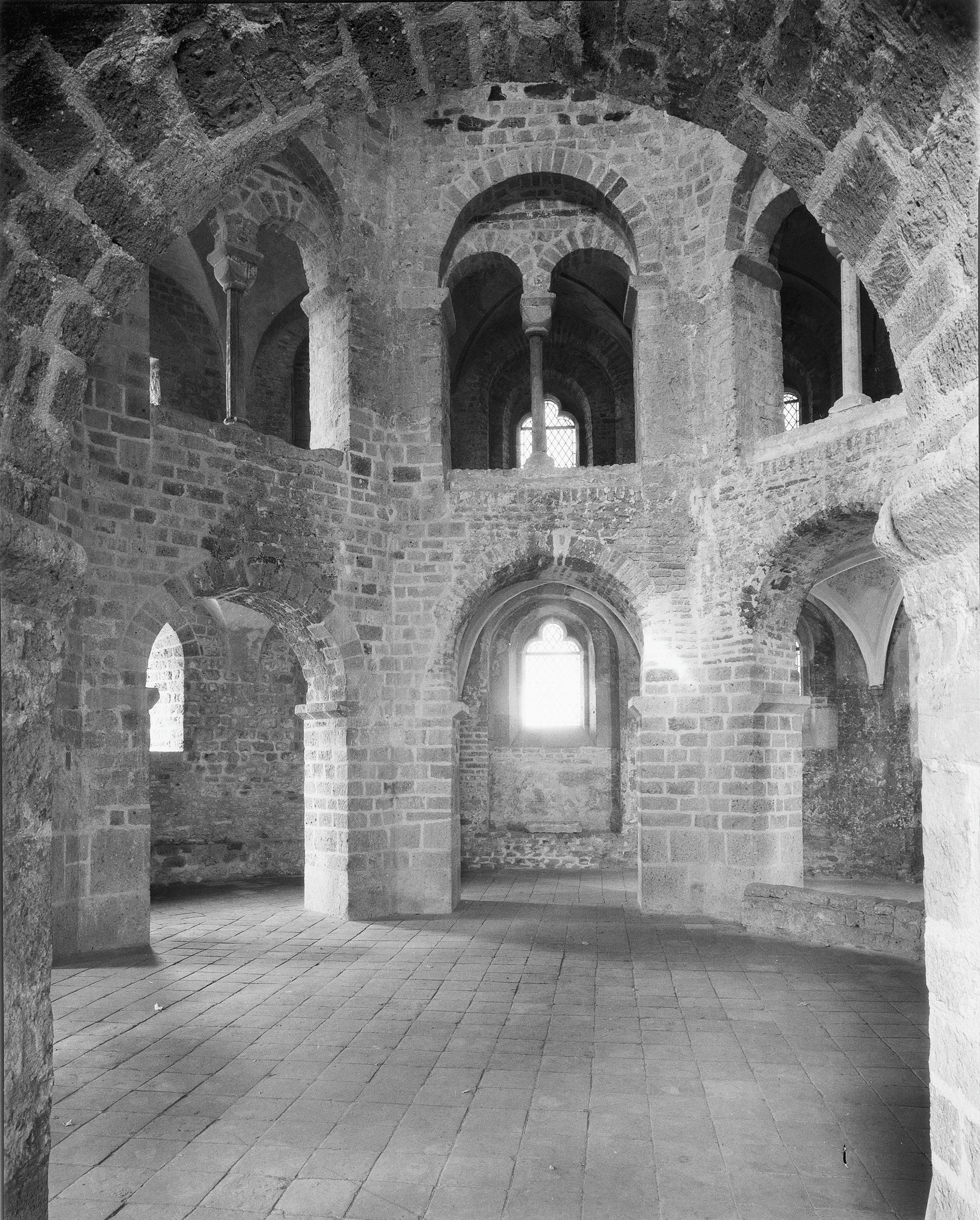
Intérieur de la chapelle de Nimègue, en 1959.

- La chapelle Saint-Sauveur de Germigny-des-Prés (près de Saint-Benoît-sur-Loire), complétée en 806 dans la résidence de Théodulf d'Orléans (érudit familier de Charlemagne, évêque d'Orléans en 798), où l'on retrouve le plan centré ainsi qu'une mosaïque dorée, d'inspiration byzantine, sur la voûte de l'abside ;

- La partie centrale de la rotonde de Saint-Bénigne à Dijon, édifiée de 1001 à 1018 ;

- Une coupole carolingienne de 18 mètres, à 8 pans mais sur base carrée, existe à Perrecy-les-Forges (Saône-et-Loire).